# Ernest Leonard Blumenschein

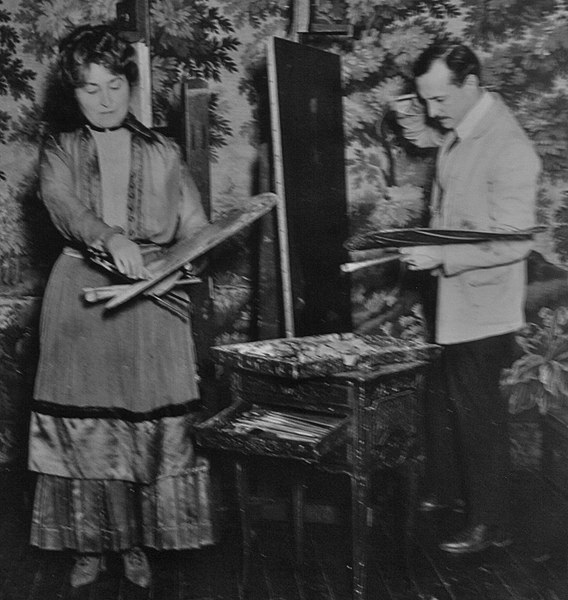
Ernest Blumenschein mit seiner Gattin Mary anno 1910 in New York

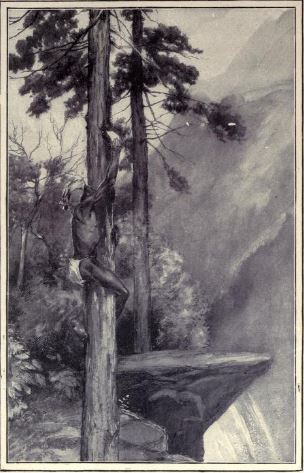
Ernest Blumenschein (1898): Illustration zu Kiplings Kurzgeschichten

Ernest Leonard Blumenschein (* 26. Mai 1874 in  Pittsburgh; † 6. Juni 1960 in Albuquerque) war ein US-amerikanischer Landschaftsmaler und Illustrator.
Ernest Blumenschein verlor 4-jährig die Mutter. Der Vater nahm die Stelle des Direktors beim Dayton Philharmonic Orchestra an und Ernest wuchs in Dayton auf. 1891 ließ er sich am Cincinnati Conservatory im Fach Violine ausbilden. 1892 wechselte er von der Musik ins Fach Kunst – studierte zunächst an der Art Academy of Cincinnati, darauf im Verein Art Students League in New York und dann an der Académie Julian in Paris. In Frankreich lernte er 1895 Joseph Henry Sharp und Bert Geer Phillips (1868–1956) kennen. 1898 ging er mit Phillips nach Taos in New Mexico. Von 1899 bis 1909 wirkte Blumenschein wieder an der Académie Julian. In den Jahren 1910 bis 1918 hielt sich Blumenschein im Sommer in New Mexico auf und arbeitete im Winter in New York zumeist als Illustrator zum Beispiel für Scribner’s Magazine, Harper’s Magazine, McClure’s und Collier’s. Blumenschein arbeitete an der Illustration von Rudyard Kiplings Kurzgeschichtensammlung The Day’s Work mit. In New York lehrte er im Verein Art Students League. 1915 gründete Blumenschein zusammen mit Phillips, Sharp, Oscar E. Berninghaus (1874–1952), E. Irving Couse und W. Herbert Dunton (1878–1936) die Taos Society of Artists – eine Gesellschaft Bildender Künstler.
1903 lernte Blumenschein in Paris Mary Shepard Greene kennen. Das Paar heiratete am 29. Juni 1905 in Paris. Im Juni 1909 wählte das Ehepaar New York als Wohnsitz und blieb in den USA. Im Jahr 1909 wurde die Tochter Helen in den USA geboren.

## Ehrungen
- 1910: Mitglied der National Academy of Design
- 1947: Honorary Master of Arts an der University of New Mexico
- 1947: Honorary Fellow in Fine Arts an der School for Advanced Research in Santa Fe